# Costa Ricas polis- och militärväsende
Den 1 december 1948 upplöste Costa Ricas president José Figueres Ferrer landets armé efter segern i det costaricanska inbördeskriget samma år. I en ceremoni i Cuartel Bellavista slog Figueres sönder en av väggarna för att på så vis symbolisera slutet på det costaricanska militärväsendet. Året därpå, 1949, täcktes även denna upplösning in i artikel 12 i landets nya konstitution.
Den budget som tidigare varit avsatt för militären omsattes nu i landets säkerhet, utbildning och kultur, samt även till de polisvaktstyrkor som landet behöll.
Museet Museo Nacional de Costa Rica där Cuartel Bellavista tidigare låg som en symbol för landets förpliktelse vad det gället kultur.
1986 förklarade president Oscar Arias Sánchez 1 december som Día de la Abolición del Ejército (Dagen för militärens avskaffande) med lag #8115.

## Myndigheten för allmän säkerhet och Fuerza Pública
Under 1996 grundade Myndigheten för allmän säkerhet Fuerza Pública, vilket omorganiserade och gjorde slut på civilgardet, böndernas assistansgarde, och gränsgardet som separata enheter; De är nu under myndighetens kontroll och arbetar på geografisk basis med lokal säkerhet, polisarbete, antinarkotikaåtgärder, och gränskontroll.

## Guardia Civil
Guardia Civil (Civilgardet) är den största grenen inom Fuerza Pública och är ansvarig för försvara nationen tillsammans med sina förpliktelser vad gäller polisarbete. Guardia Civil är en helt frivillig styrka som styrs av en överste som högsta man. Guardia Civil är dels ett polisväsende och dels en militär styrka. Gardet består av över 6 000 personer som är uppdelade i sju små bataljoner, en per provins. Dessa är:
- Alajuela
- Cartago
- Guanacaste
- Heredia
- Limón
- Puntarenas
- San José

Samt sex bataljoner:
- Presidentgardet
- Norra gränssäkerhetsbataljonen, eller Gränspatrullen (Patrulla Fronteriza) - 750 man längs den nicaraguanska gränsen, bildad i maj 1985 efter att ha slagit ihop första och andra kompaniet.
- COIN, Upprorsbekämpande bataljonen
- Specialenheten (Unidad de Intervenciones Especiales) (UIE). Grundad i mitten av 1980-talet och består av mellan 60 och 80 man. Denna enhet har hand om gisslansituationer, VIP-skydd och högrisksingripanden i vissa razzior och anhållanden. Enheten består av attackteam om 11 man, som i sin tur delas in i mindre grupper om 3-4 man samt en prickskytt för observation och eldunderhåll. UIE finns i första civilgardets högkvarter i San José. Denna grupp har genomgått en bred utbildning från många olika håll, bland annat Israel, Panama, USA, Argentina, och Spanien.
- Kustbevakningen bestående av 250 man och ett flertal patrullbåtar.
- Luftenheten med ett dussin mindre flygplan och helikoptrar.

Det finns även 3 000 personer i den nationella reserven, den allmänna staben och tillräckligt med utrustning, huvudsakligen mindre vapen, till cirka 10 000 reservare.

## Andra enheter
- Landsbygdsgardet (Guardia de Asistencia Rural) eller GAR (även lokalt känt som rurales), bestående av 3 500 man som genomför polisuppdrag på landsbygden.
- Organisationen för rättviseutredare (Organismo de Investigacion Judicial), eller OIJ.
- Metropolisen (Policia metro) är ansvariga för allmän säkerhet i San Josés cityområden.

## Uniformer och utrustning
FP:s uniform är blå men, likt många andra trupper i Latinamerika, misstas om civilgardet för amerikanska trupper i fält eftersom de bär en blandning av USA-tillhandahållet gröna OG 107-dräkter, M1967-djungeldräkter, skogsmönstrade dräkter och andra militärkläder. Dessa dräkter bärs ofta i kombination. Ett vitkantat svart rektangulärt märke bärs över vänster bröstficka. Den bär de två bokstäverna CR i stor text tillsammans med "Guardia" över "Civil". En namnbricka bärs över den högra fickan. Som huvudbonad bärs ofta amerikanska olivgröna basebollkepsar, kevlarhjälp med mera.

## Gradbeteckningar
Officerare bär likt den amerikanska militären guld- och silvergradbeteckningar på höger krage, huvudbonad och USA-armégreninsignier på den vänstra kragen. Övriga grader bär gula och gröna gradbeteckningar på båda ärmar. Dessa är som följer:
- Sargento primera clase - tre gradbeteckningar och en stjärna
- Sargento - tre gradbeteckningar
- Cabo - två gradbeteckningar
- Raso primera clase - en gradbeteckning
- Raso - inga gradbeteckningar